# Euchrysops fescennia
Euchrysops fescennia är en fjärilsart som beskrevs av Gustaaf Hulstaert 1924. Euchrysops fescennia ingår i släktet Euchrysops och familjen juvelvingar. Inga underarter finns listade i Catalogue of Life.